# いとしのエリー (漫画)
『いとしのエリー』は、1983年 から1987年まで週刊ヤングジャンプに連載されていた高見まこによる日本の漫画作品、及びそれを基にした日本の映画作品。

## 概要
新任の女教師・串田と都立高校に通うごく普通の高校生の少年・上野との恋模様を描いた恋愛漫画。連載が購買年齢層が成年付近である週刊ヤングジャンプ（以下YJ）であったことから、一般的にタブーとされている未成年者の喫煙・飲酒シーンや、生徒と教師の恋愛と過激な性描写があった。この禁断の恋愛や年下男性と年上女性の恋愛といった作風は以降の高見作品の基になっている。ヤングジャンプ・コミックス全20巻の他、復刻版も多数発売され、オンライン配信もされている。
連載は上野が高校1年生の夏休みから始まり、ほぼ実際の季節に準じて学校行事やスキー、五山送り火などのイベントが進行。連載初期はHをしたがる上野と、それをかわす串田をコミカルに描いていたが、上野の恋敵となる真名古や平石、そして一途に上野を想う今泉の登場以降はさまざまな人間関係が入り乱れる恋愛ドラマとなっていくと同時に、上野の精神的な成長を描く物語となる。最終回は高校生活最後の行事である卒業式で幕を閉じた。
またタイトルや登場人物に当時の流行・有名人などが反映されており、現代劇であった事から当時の時世が色濃く反映されている（後述）。

## 登場人物

### 都立三田町高校
架空の学校。清水や本土寺が髭を生やしても許容されており、校規はややゆるい傾向にあるがアルバイトは原則禁止されている。生徒が放課後に渋谷に行くことが出来、上野が高田馬場（のち高円寺・西荻）、ヤン坊（後に枝理子も）が実家の五反田から通学している。通常は私服通学で標準服はブレザー。
串田枝理子 (くしだ えりこ)
上野は「エリー」と呼ぶ（たまに真名古も）。上野の7歳年上。三田町高に新任で入ってきた美人英語教師で2年生まで上野を受け持つ。夏休みに鎌倉の海岸で偶然出会った上野と親密になり、生徒と教師の一線を越えてしまう。が、それは“ひと夏の関係（=遊び）”と最初から割り切っていて、上野にもそれを受け入れさせ、その後の上野のアプローチも立場もあって意に介していなかったが、それでもめげない上野の一途な思いに次第に惹かれ、享受してゆく。だがそれは上野が学生としての本分を忘れ、串田の立場を顧みない行動を次第に助長させる要因となり、その全てを受け入れた自身が疲弊し、箱根旅行が真名古に知れて上野と別れる元凶となった。
大学生（慶應大学）時代は遊び人だったことを自認し、六本木のディスコに通いつめたり、パチプロ並みにパチンコに興じていた。また当時は中村と不倫、心酔しきっていて、真名古の思いは全く知らなかった。
恋愛に関しては相手にニコニコ応じているうちに、気づいたらにっちもさっちもいかなくなる方だと言われ、納得している。しかし一度自分が信じたことは父親譲りの頑固な性格もあり頑なに崩そうとはしない。
8歳離れた弟（康幸）がいる。串田曰く「上野よりしっかりした子」。
上野晋平（うえの しんぺい）
1月13日生。1年生の夏休みに海岸でのアイス売りのバイトの最中に串田と出会う。串田が初体験の相手だったがそれは前述の“ひと夏の関係”でしかなく、串田のそっけない態度にかなり憤慨した。しかし思いを諦めきれずアプローチし続け、次第に串田の想いを引き寄せてゆく。だが串田に執着するあまりに勉学はそっちのけだった為に自ら自分の首を絞め、また串田の社会的立場を考えない甘えた言動が仇となり、串田は上野の問題があるごとに頭を下げ、周囲に関係がバレないように警戒し、疲弊してゆく。
成績は最初こそ中の上だったがその後は“赤組（赤点組）”で、夏休みの出会い以降は進級・進学が危ぶまれ、3年生になる前までテストがあるごとに補習を受けていた。さらに家出や問題行動が累積した事で卒業が危ぶまれる事態に発展する。
本人曰く「母性本能を刺激するタイプ」。現に上野と交際した女性は皆、上野の為にあれこれと尽くしている。しかし優柔不断な性格が災いし、特に今泉と串田の件に関しては大きなトラブルを生んだ。
真名古敬一（まなこ けいいち）
上野の3年生時の担任。串田の大学時代の同回生だが、高校時代に1年留学、大学受験で一浪しており串田より2歳年上。さらに生来のストレートな物言いが災いし教員採用試験で不採用となり、串田に数ヶ月遅れて英語の産休補助教員として赴任してきた。長身で美男の九州男児で女子生徒に絶大な人気を誇る。愛車はミニクーパー。大学時代はモテながらも内心は串田に好意を寄せていたが、串田は当時中村に心酔していたことからアプローチは出来なかった。その後正規採用を機に積極的に串田に交際を迫り、周囲にも交際しているように吹聴し外堀も埋めようとする。高校就任直後は上野を子供扱いし軽くあしらっていたが、二人が箱根に3泊旅行していた事を突き止めその関係を知ると、上野を引き離し串田を自分のものにしようと画策する。
名前は実在する俳優、真名古敬二から取られている。
清水文太郎（しみず ぶんたろう）
上野、本土寺の三人で「3バカトリオ」と言われる中のひとり。ヒゲを生やし、大人びたプレイボーイ。故に女心もよく理解する。最初は上野と串田の関係を知らず好意を寄せていることを茶化していたが、のちに真剣に恋愛をしていることを誰よりも早く見抜くと二人の仲を黙認、上野に助力するようになる。上野の悪友であり良き相談相手である。隣野を説得し上野と離れさせてからは5股をすべて清算し隣野と純愛に発展する。4月生まれのため高校3年生（18歳）になってからすぐに自動車免許を取得した。実家は美容室。初対面の上野や本土寺に胸やパンティーを見せる豪快な姉・文緒がいる。
恋愛については高校生でありながら大学生や社会人の女性を手玉に取るなど達観の域に達しており、女性心理を上手く利用することもある。が、隣野には内緒で5股かけていたことで頭が上がらない。名前の由来は清水健太郎。
隣野美代子（となりの みよこ）
明るい性格と可愛らしさ、器量の良さで学校でも人気者。そんな彼女が誰かと付き合いたくてバレンタインデーに上野に本命チョコをあげた事から交際をスタートさせる。しかし上野は串田のことばかり考えていつもうわの空で、さらに入院した上野の見舞いで串田と親しくする場面を見て心の中にわだかまりが生じていた。そこに同席していた清水に（上野の優柔不断で隣野が悲しまないように離れるよう）説得され、それを機に清水と付き合うようになる。それ以降も上野の個人講師をするなど仲は良い。兄の成年雑誌などを借りて読んだりすることから男子の嗜好などに明るく、女友達との新しいお店の開拓に目がないミーハーな面を持つ。 名前の由来は浅田美代子（デビュー時のキャッチフレーズ「隣のミヨちゃん」より）。
恋愛に関しては中学生時代に彼氏がいたこともあり多少“男慣れ”している。セックスに多少関心はあるものの、真面目な関係の先にあるものと考えている（なので本来は清水のような遊び人タイプは苦手）。上野の気持ちを訊くために後ろから抱きついたり、清水に上目遣いでお願いをするなど「女の武器」の使い方が上手い。
串田の事故を機に、清水から自分が上野と付き合う以前より串田と付き合っていた事実を知らされる。が、串田が上野との別離後に表向きは気丈に振る舞いながらも実際はかなり深い悲しみを負っていた事がよりショックであった。以降は清水と一緒に上野の後押しをするようになる。
本土寺マコト（ほんどじ まこと）
3バカトリオのひとり。とは言っても上野らと行動を共にしていただけで学力は高い。常に敬語で「〜デス」「〜デスよ」が口癖。清水と対照的なベビーフェイス。ヒゲを生やしているが、薄くて剃り残しの様になっている。2年生の夏に予備校で出会った後藤順子という彼女が出来るが、真面目すぎる付き合いと手の遅さを清水と上野に馬鹿にされている。軽井沢旅行までは皆と行動を共にしていたが、それ以降は後藤と受験勉強に入り周りの情報に疎くなる。本土寺は実在するモデルがいる。
串田康幸（くしだ やすゆき）
串田の弟。通称「ヤン坊」。奇しくも上野と誕生日が1年違いで体格もほぼ一緒だったことから、誕生日プレゼントの手編みセーターをめぐって上野が勘違いを起こす元となる。上野の事は姉から良いことも悪いことも聞いており、気さくな性格もあって上野と親しくなる。初登場時は中学3年生。のちに三田町高に入学し後輩となり、清水や本土寺とも親しくなる。
平石哲哉（ひらいし てつや）
慶應大学の英文科に進学する三田町高の卒業生で元テニス部のキャプテンで元生徒会長。有名自動車会社の子息であることはひた隠しにしている。将来留学をする為の口実で春休みから串田に英語の教えを乞い、より接触を謀る。在学中から串田に好意を寄せていた事を上野に知られるが「卒業生の余裕」「社会的立場の安定」で対立する。自分の車(MR2・AW11)で上野と串田の思い出の地と知らず串田と鎌倉を訪れ、ホテルでキスをした後に串田の口から思わず『上野君』と名前がこぼれた事から串田の心の深層に上野が存在する事を知り、大きな挫折を味わい、精神的に追い詰められてゆく。

### その他
中村敦（なかむら あつし）
慶應大学に勤めていた教授で、大学時代の串田と彼氏との間に強引に割り込み不倫していた。串田を手中に収めるために手段を選ばない自分勝手な性格ではあるものの、その包容力から串田は不倫ながらも“大人の恋愛”に心酔していた。その後、継父の紹介で北海道へ転勤することになり串田を誘うが、串田は両親の大反対に遭い、中村の妻子の事も考え北海道へは行かず中村のもとから去った。しかしその後も串田のことが忘れられず、約1年後によりを戻そうと連絡を取ったことから、串田は思いに決着をつけようと上野を騙し北海道へ単身赴く（この北海道編のストーリーが映画版のプロットとなっている）。名前の由来は中村敦夫。
今泉今日子（いまいずみ きょうこ）
三田町高校の近くの都立渋山高校の生徒で上野と同学年。ショートヘアで隣野以上に快活で積極的。兄とその友人達とスキー場に居たときに上野が衝突し捻挫、その夜に上野の様子を見に行き意気投合したことがきっかけで三田町高のメンバーと知り合いになり、その後も三田町高へ押しかけ、上野を追いかけるようになる。学力はワセダに推薦入学するレベル で物語中の高校生の中では最も優秀。そのことから上野の学力アップのために個人指導を申し出て交際をスタートさせる。その積極的な態度から上野は衝動にかられて遊園地デートでキスをしてしまうが、その後の上野の煮え切らない態度に憤慨し、上野が下宿をした時の引っ越し祝いで酔った勢いでファーストキスの相手が上野だった事を暴露、串田が上野から離れ平石へ傾く要因を作った。物語中盤以降では上智大学への進学を視野に入れている。
恋愛については言葉の端端から、何もかも上野が“初めての男性”だったようで、それが故か独占欲が強く、曖昧な事が嫌いな性格もあり好きになったら一直線で周りの事は顧みないが、行き過ぎた行動は事後に反省・謝罪するため、その性格の良さから関係を断ち切れなかった上野の優柔不断の被害者となった。名前の由来は小泉今日子。

## 物語前半〜中盤ストーリー
※ 以下の時系列は上野の学年が基準となっている。

## 昭和後期の時世を反映した内容
作品のYJ掲載期間（昭和59(1984)年〜62(1987)年）は昭和後期で、作品・概要にあるとおり物語にその当時の時世が色濃く反映されている。その多くは平成年代になってから姿を消した、あるいは見ることが少なくなったもので、当時の生活様式を垣間見られる側面がある。以下は物語に登場した、時世を反映している物を挙げる。
- 0系新幹線 - 愛称「ひかり」。上野や母親が京都に行く際に使用した。1999年に東海道新幹線から姿を消している。
- ファミリーコンピュータ - 1983年発売の家庭用ゲーム機。ヤン坊が購入。平成初期に人気の座をスーパーファミコンに明け渡すまで、国内外で大ヒットした。物語中では「スーパーマリオブラザーズ」「グーニーズ」「ポートピア連続殺人事件」などをプレイしているという描写がある。
- ダイヤル式電話機・電話ボックス - 清水宅と電話ボックスがプッシュホンである以外、全ての家庭が黒電話などのダイヤル式で、上野が串田の実家に電話する際偽名を使ったり、エリー以外の人間が電話に出る事を防ぐためあらかじめ時間を申し合わせて連絡を取ったなど、連絡相手を直接指定できない当時の恋人同士の通話手段が垣間見える。また当時から存在していたテレホンカード式の公衆電話ボックスは描かれておらず、清水と上野が硬貨の山を積み上げて北海道に電話をかけている。現在はほぼ全ての固定電話がプッシュホンで連絡手段も携帯電話に代わっている。また携帯電話の普及で公衆電話ボックス自体も非常に少なくなっている。余談だがポケベルや携帯メールなども無い時代のため、連絡のやり取りは小さいメモ用紙だったり、小声で話すなどしている。
- レコード・レンタルレコード - 1980年代からコンパクトディスクが徐々に浸透している時期だが未だレコード盤での音楽視聴が主流となっている。上野がデビッド・ボウイの「レッツ・ダンス」やRCサクセションの「OK」などをレンタルレコード店で借りている。レンタル店は1990年代からレコード盤の衰退に伴いCD・DVDレンタル、ゲーム販売などの複合店舗などに変化し（例:ツタヤ）、レコード専門店は非常に少なくなっている。
- 氷枕・氷嚢 - 上野が風邪をひくたびにお世話になっていた冷却枕の一種。1990年代から冷却ジェルシートに代わられている。
- ザ・ベストテン - TBS製作のランキング形式の音楽番組。上野がスキー場で捻挫した夜、一人でふてくされながら見ている。番組は1989年（平成元年）に終了。
- なるほど!ザ・ワールド - フジテレビ製作の紀行・情報クイズ番組。上野の父親が見ようとしていた他度々ネタにされている。主人公串田枝理子の名はこの番組の初代司会のひとりだった楠田枝里子から取られている。番組は1996年にレギュラー終了。
- 三浦和義 - 当時ロス疑惑の渦中の人でマスコミを席巻した。上野が骨折・入院から復帰し松葉杖をついた様子を隣野が三浦に例えた。三浦は2008年に死亡している。
- ブルマー - 漫画の趣向に関係なく、当時の女子学生の標準体操着であった。球技大会で隣野など女子生徒が着用している。ブルマー#日本における普及と衰退にあるとおり1990年代から衰退が始まり、公立校では2004年にブルマーは指定外となっている。

また作品中に描写された歌も当時の流行が反映されている。傾向としてロック色が強く、アシスタントにロックフリークの夫、わたべ淳や喜国を起用していたことからもその系統の趣味の強さがうかがえる。
- いとしのエリー - サザンオールスターズのヒット曲。前述の通り連載当時はドラマの主題歌に起用されている。鎌倉の海岸で上野と串田の初キスシーンとなるバックで流れている。上野が串田を「エリー」と呼ぶきっかけとなった。
- Rock'n Rouge - 松田聖子の1984年のヒット曲。それまで資生堂製品のCMを多く歌っていたが、この曲が本人出演のカネボウ化粧品のCMソングとなった為、資生堂提供の音楽番組で歌えなかったといういわく付の曲。上野が1年春休み時に串田宅へ個人教授を受けに行く時に家から出かけばなに浮かれて歌っているが･･･
- 雨あがりの夜空に  - RCサクセションの1980年のヒット曲で忌野清志郎の代表曲。串田宅での個人教授に一緒に呼ばれたヤン坊が歌っている。串田に“乗れないなんて”という上野の心情を揶揄している。
- Oh! Baby - 前述のレンタルレコード店で上野が借りたRCサクセションのLP盤「OK」収録のラブソング。串田と上野、二人だけの引っ越し祝いのBGMとして流している。上野は1曲目を飛ばして2曲目のこの曲からかけはじめ、串田も曲名を知っていたことから両者ともアルバムが出る前のシングル盤などで曲を知っていた模様。
- 朝起きたら - 小林万里子の1978年の曲。有線や深夜放送で人気の曲だった。西荻で一人暮らしを始めた上野の隣人がかけている。「朝起きたら男の態度が変わっとった」は記憶喪失中のシーンに当てつけている。小林本人の音楽活動の長期休止もあって“埋もれた”楽曲だったが、2009年に桑田佳祐がカバーしている（小林の項目を参照）。
- 本気でオンリーユー(Let's Get Married) - 竹内まりやの1984年発表の英語詞のラブソング。イントロに「結婚行進曲」が使われ、文字通り“すぐに結婚しましょう”という内容なので結婚式で使われることもある。最終回で上野と串田が誓いを交わすシーンで歌いだしの「Now Let's Get Married（漫画上はMarry）」が描かれている。

## 漫画版エピソード
- 清水がテレビをつけっぱなしで寝ているシーンでYJに同時期連載されていた野球漫画『緑山高校』の試合が流れている。
- 3年生のクラス替え発表の張り紙に、元アシスタントだった喜国雅彦の名前がある（五十音順で上野の3つ隣）。喜国の名は他のシーンでも数度挙がっている。
- 北海道編が終わり、上野のアルバイトが生徒指導教師に見つかっているシーンの原稿用紙に担当編集者が「おもしろいもの見せてやるよ」といい、高見の目の前で原稿用紙の上に乗った紙に火を付けた。一部コーヒー色になっていると言うが印刷上ではこの焼け跡は殆ど判別できない。高見は「他の人の原稿だったらもっと面白かったのにね」と言い泣いたという。この事件の内容は編集長への抗議としてコマとコマの隙間に詳細に書かれている。1985年9月27日深夜の事らしい。
- 高見の夫のわたべ淳は当時なかなかヒット作が出ず高見のアシスタントをしていた（その後「レモンエンジェル」の爆発的ヒットで立場は変わる）。結婚式の翌々日は第3話の追い込みで集英社の用意した旅館でカンヅメに遭っていたという。
- 連載途中に子供が生まれている。名は清志郎。作中に歌を取り上げていることから忌野清志郎から取っていると思われる[1]。

## 書籍情報
紙媒体としては1984 - 1988年発行のYJコミックス、1992 - 1993年発行の傑作選集、1993 - 1994年発行のYJ・コミックス・スペシャル、1994 - 1995年発行のスコラ漫画文庫シリーズ、2002 - 2003年発行のメディアファクトリー（以下MF）文庫版が存在する。全て絶版。またインターネット上ではYahoo!コミック 、ebookjapan または コミックシーモア（携帯コミックサイト） で閲覧が可能となっている。傑作選のみ抜粋収録。
- YJコミックス版は発行年度が古く入手困難な状況にある。全20巻。
- 傑作選集は週刊ヤングジャンプによる特別編集で入手困難な状況にある。全3巻。
- YJ・コミックス・スペシャル版は全18巻にまとめ直しされ、カバーデザインを変更している。
- スコラ漫画文庫シリーズは全12巻にまとめ直しされ、表紙が高見の書き下ろしではなく写実的イラストになっている。文庫本サイズ。
- MF文庫版は全10巻にまとめ直しされた事で〝Lesson XX〟と話数が振られ、カバーは「いとしのエリー」よりも「Ellie My Love」の文字が大きく強調されるなど本編以外に大きな変更が施された。文庫本サイズ。

## 映画
1987年4月11日、東宝系で劇場公開された。同時上映は『タッチ3 君が通り過ぎたあとに -DON'T PASS ME BY-』。

### キャスト
- 串田枝理子：国生さゆり
- 上野晋平：前田耕陽
- 真名古敬一：鶴見辰吾
- 清水文太郎：井浦秀知
- 隣野美代子：志村香
- 今泉今日子：森田まゆみ
- 上野貢平：斎藤晴彦
- 上野三津子：野川由美子
- 木戸彰子：山下裕子
- 本土寺マコト：家富洋二
- 北村満寿男：名古屋章
- 肥田一：奥村公延
- 校長：高橋昌也
- 山下千春：春川ますみ
- トラックの運ちゃん：伊武雅刀
- 山本達巳：陣内孝則
- 中村敦：三浦友和

### スタッフ
- 監督：佐藤雅道
- 原作：高見まこ
- 脚本：藤長野火子
- 音楽：崎谷健次郎
- 主題歌：崎谷健次郎「思いがけないSITUATION」（作詞：秋元康 / 作曲 / 編曲：崎谷健次郎）
- 挿入歌：崎谷健次郎「もう一度夜を止めて」（作詞：秋元康 / 作曲：崎谷健次郎 / 編曲：崎谷健次郎・武部聡志）
　　　　上田浩恵「HELP ME CUPID」「NEVER GONNA SAY GOOD BYE」（作詞：LINDA HENNRICK / 作曲 / 編曲：崎谷健次郎）
- エンディングテーマ：崎谷健次郎「KISSの花束」（作詞：秋元康 / 作曲：崎谷健次郎 / 編曲：崎谷健次郎・武部聡志）
- 音楽プロデューサー：吉田就彦 / 渡辺博
- 撮影：前田米造
- 美術：山口修
- 編集：冨田功
- 録音：北村峰晴
- カースタント：高橋レーシング
- 技斗：國井正廣
- ハイビジョン技術協力：フジテレビ技術局、IMAGICA
- 現像：東京現像所
- スタジオ：にっかつ撮影所
- 製作者：三ツ井康 / 関谷猪三男
- 企画：角谷優
- プロデューサー：岡田裕 / 酒井彰 / 中川好久
- プロデューサー補：成田尚哉 / 河井真也
- 製作協力：ニュー・センチュリー・プロデューサーズ
- 製作：フジテレビジョン / 旭通信社 / 小学館 / オービー企画

### 漫画版との相違点と背景
- 主演の国生が自動二輪免許を取得していたこともあり、漫画版にはない串田がバイクに乗る設定、シーンが追加されている。また上野との出会いは串田のバイクのチェーンが外れて困っていた事から始まり、その後上野が高校2年生時に串田が上野の学校に新任で赴任してくるという設定になっている。
- ヒロインが国生だけではおニャン子ファンしか映画館に足を運ばないのではと懸念したフジテレビが、『夕やけニャンニャン』のワンコーナー“ザ・スカウト アイドルを探せ”の派生企画として“いとしのエリーを探せ”という企画を設け、美人家庭教師・美人塾教師を募った。しかし、応募数が少なく企画倒れに終わった。
- また当時男闘呼組で人気を誇っていた前田耕陽とのダブル主演も話題にはなったが、人気アイドル同士の主演ということで、両者の事務所から多くの制約が課せられたこともあり、同時上映の“タッチ”同様、全年齢層を対象にした青春映画として制作された。原作では描かれたベッドシーンや際どいセリフは一切なく、教師と生徒の恋愛という設定以外は原作と全くかけ離れたトレンディードラマタッチのストーリー展開であった。興行的には不振に終わっている。VHSソフトが販売されていたが[2]DVD化はされていない。